# 유엔 안전 보장 이사회 결의 제2601 ~ 2700호 목록
다음은 유엔 안전 보장 이사회에서 2021년 10월 29일부터 2023년 10월 19일까지 가결된 결의안 제2601호부터 2700호까지의 목록이다.

## 목록

### 2021년
상임이사국:  미국  중국  러시아  프랑스  영국
비상임이사국:  인도  에스토니아  아일랜드  케냐  멕시코 나이지리아 노르웨이  세인트빈센트 그레나딘  튀니지  베트남
- 유엔 안전 보장 이사회 결의 제2601호
- 유엔 안전 보장 이사회 결의 제2602호
- 유엔 안전 보장 이사회 결의 제2603호
- 유엔 안전 보장 이사회 결의 제2604호
- 유엔 안전 보장 이사회 결의 제2605호
- 유엔 안전 보장 이사회 결의 제2606호
- 유엔 안전 보장 이사회 결의 제2607호
- 유엔 안전 보장 이사회 결의 제2608호
- 유엔 안전 보장 이사회 결의 제2609호
- 유엔 안전 보장 이사회 결의 제2610호
- 유엔 안전 보장 이사회 결의 제2611호
- 유엔 안전 보장 이사회 결의 제2612호
- 유엔 안전 보장 이사회 결의 제2613호
- 유엔 안전 보장 이사회 결의 제2614호
- 유엔 안전 보장 이사회 결의 제2615호
- 유엔 안전 보장 이사회 결의 제2616호
- 유엔 안전 보장 이사회 결의 제2617호

### 2022년
상임이사국:  미국  중국  러시아  프랑스  영국
비상임이사국:  알바니아  브라질  가봉  가나  인도 아일랜드 케냐  멕시코  노르웨이  아랍에미리트
- 유엔 안전 보장 이사회 결의 제2618호
- 유엔 안전 보장 이사회 결의 제2619호
- 유엔 안전 보장 이사회 결의 제2620호
- 유엔 안전 보장 이사회 결의 제2621호
- 유엔 안전 보장 이사회 결의 제2622호
- 유엔 안전 보장 이사회 결의 제2623호
- 유엔 안전 보장 이사회 결의 제2624호
- 유엔 안전 보장 이사회 결의 제2625호
- 유엔 안전 보장 이사회 결의 제2626호
- 유엔 안전 보장 이사회 결의 제2627호
- 유엔 안전 보장 이사회 결의 제2628호
- 유엔 안전 보장 이사회 결의 제2629호
- 유엔 안전 보장 이사회 결의 제2630호
- 유엔 안전 보장 이사회 결의 제2631호
- 유엔 안전 보장 이사회 결의 제2632호
- 유엔 안전 보장 이사회 결의 제2633호
- 유엔 안전 보장 이사회 결의 제2634호
- 유엔 안전 보장 이사회 결의 제2635호
- 유엔 안전 보장 이사회 결의 제2636호
- 유엔 안전 보장 이사회 결의 제2638호
- 유엔 안전 보장 이사회 결의 제2639호
- 유엔 안전 보장 이사회 결의 제2640호
- 유엔 안전 보장 이사회 결의 제2641호
- 유엔 안전 보장 이사회 결의 제2642호
- 유엔 안전 보장 이사회 결의 제2643호
- 유엔 안전 보장 이사회 결의 제2644호
- 유엔 안전 보장 이사회 결의 제2645호
- 유엔 안전 보장 이사회 결의 제2646호
- 유엔 안전 보장 이사회 결의 제2647호
- 유엔 안전 보장 이사회 결의 제2648호
- 유엔 안전 보장 이사회 결의 제2649호
- 유엔 안전 보장 이사회 결의 제2650호
- 유엔 안전 보장 이사회 결의 제2651호
- 유엔 안전 보장 이사회 결의 제2652호
- 유엔 안전 보장 이사회 결의 제2653호
- 유엔 안전 보장 이사회 결의 제2654호
- 유엔 안전 보장 이사회 결의 제2655호
- 유엔 안전 보장 이사회 결의 제2656호
- 유엔 안전 보장 이사회 결의 제2657호
- 유엔 안전 보장 이사회 결의 제2658호
- 유엔 안전 보장 이사회 결의 제2659호
- 유엔 안전 보장 이사회 결의 제2660호
- 유엔 안전 보장 이사회 결의 제2661호
- 유엔 안전 보장 이사회 결의 제2662호
- 유엔 안전 보장 이사회 결의 제2663호
- 유엔 안전 보장 이사회 결의 제2664호
- 유엔 안전 보장 이사회 결의 제2665호
- 유엔 안전 보장 이사회 결의 제2666호
- 유엔 안전 보장 이사회 결의 제2667호
- 유엔 안전 보장 이사회 결의 제2668호
- 유엔 안전 보장 이사회 결의 제2669호
- 유엔 안전 보장 이사회 결의 제2670호
- 유엔 안전 보장 이사회 결의 제2671호

### 2023년
상임이사국:  미국  중국  러시아  프랑스  영국
비상임이사국:  일본  브라질  스위스  아랍에미리트  에콰도르 알바니아 모잠비크  몰타  가나  가봉
- 유엔 안전 보장 이사회 결의 제2672호
- 유엔 안전 보장 이사회 결의 제2673호
- 유엔 안전 보장 이사회 결의 제2674호
- 유엔 안전 보장 이사회 결의 제2675호
- 유엔 안전 보장 이사회 결의 제2676호
- 유엔 안전 보장 이사회 결의 제2677호
- 유엔 안전 보장 이사회 결의 제2678호
- 유엔 안전 보장 이사회 결의 제2679호
- 유엔 안전 보장 이사회 결의 제2680호
- 유엔 안전 보장 이사회 결의 제2681호
- 유엔 안전 보장 이사회 결의 제2682호
- 유엔 안전 보장 이사회 결의 제2683호
- 유엔 안전 보장 이사회 결의 제2684호
- 유엔 안전 보장 이사회 결의 제2685호
- 유엔 안전 보장 이사회 결의 제2686호
- 유엔 안전 보장 이사회 결의 제2687호
- 유엔 안전 보장 이사회 결의 제2688호
- 유엔 안전 보장 이사회 결의 제2689호
- 유엔 안전 보장 이사회 결의 제2690호
- 유엔 안전 보장 이사회 결의 제2691호
- 유엔 안전 보장 이사회 결의 제2692호
- 유엔 안전 보장 이사회 결의 제2693호
- 유엔 안전 보장 이사회 결의 제2694호
- 유엔 안전 보장 이사회 결의 제2695호
- 유엔 안전 보장 이사회 결의 제2696호
- 유엔 안전 보장 이사회 결의 제2697호
- 유엔 안전 보장 이사회 결의 제2698호
- 유엔 안전 보장 이사회 결의 제2699호
- 유엔 안전 보장 이사회 결의 제2700호